# Glycymeris keenae
Glycymeris keenae is een tweekleppigensoort uit de familie van de Glycymerididae. De wetenschappelijke naam van de soort is voor het eerst geldig gepubliceerd in 1944 door Willett.